# 比欽大斧
比欽大斧（英語：Beeching cuts）指的是1960年代英國鐵路局大規模削減鐵路設施的一場行動。是次行動是基於英國物理學家暨工程師理查德·比欽（Richard Beeching）的兩份報告，即《英國鐵路的重構》（The Reshaping of British Railways，1963）和《主要鐵路線路的發展》（The Development of the Major Railway Trunk Routes，1965）實施的。
比欽的第一份報告中指出有2,363座鐵路車站和5,000英里（8,000）鐵路線路需要關閉，第二份則是要求對少部分主要鐵路線路投入更多資金。雖然有很多人反對第一份報告，但報告中列出的大部分站台和路線最後還是關閉了。其中只有小部分後來重開，另有些短途鐵路作為觀光鐵路繼續運營。

## 背景

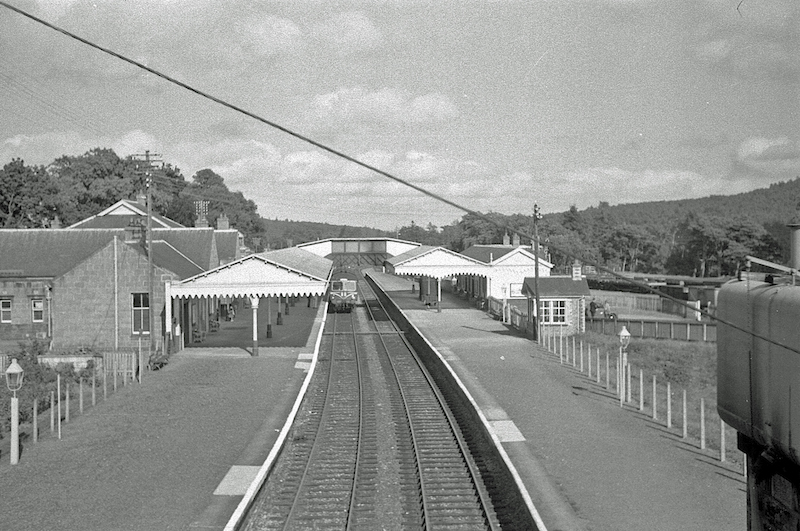
1961年的班科里鐵路站（Banchory railway station），該站在1966年關停

19世紀的鐵路狂熱導致英國的鐵路系統迅速發展，一戰前的巔峰時期線路總長達23,440英里（37,720）。一戰後由於公路的大規模修建，1923年至1939年間共有1,300英里（2,100）的鐵路關停。二戰結束後，許多鐵路已經破敗不堪。
英國交通委員會（British Transport Commission）於1949年建立，并開始籌劃關掉一些不常用的線路，因此1948年至1962年間又有3,318英里（5,340）的鐵路關停。詩人、作家约翰·贝杰曼等人反對這一舉措，但私家車的增長和鐵路營利能力的持續下降使得他們的努力終究於事無補。

## 另見
- 日本的鐵路削減措施：
  - 赤字83線
  - 特定地方交通線
  - 不要不急線

## 外部連接
- Commons debate on the Beeching Report （页面存档备份，存于）
- A further Commons debate on Beeching Report （页面存档备份，存于）
- Colour film of one of the closed "branch" lines in operation （页面存档备份，存于）

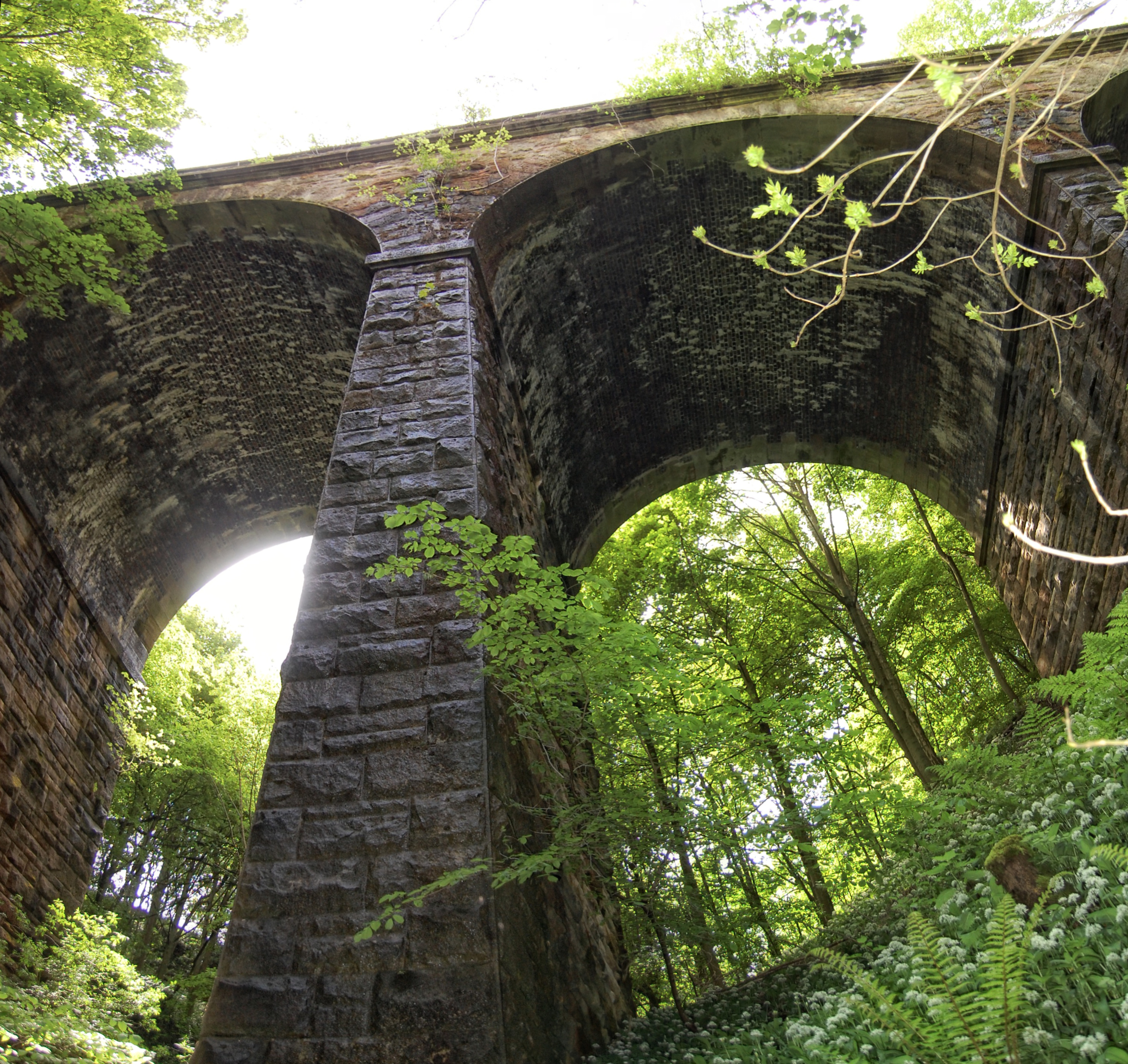
約克郡一條廢棄的鐵路橋

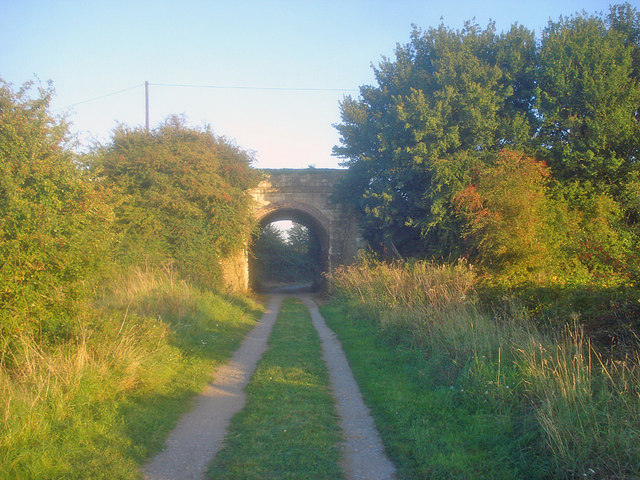
改造成自行車道的鐵路

- Website about Beeching cuts in more detail （页面存档备份，存于）
- Extensive before and after photo collection of closed stations, with commentaries （页面存档备份，存于）